# Трифун Бузев
Трифун (Трайко Тръпко) Петров Бузев (на македонска литературна норма: Трифун Петров Бузев) е български революционер и участник в Испанската гражданска война.

## Биография
Роден е през 1889 година или в 1892 година в град Воден, Османска империя, днес Едеса, Гърция. Участва в българското революционното движение. През Балканската война се преселва в Съединените щати, където участва активно в работническото движение в Ню Йорк, и поради това е изключен от гимназията в родния си град. След избухването на Испанската гражданска война, Бузев заминава с други доброволци, за да се сражава на страната на републиканските сили. Зачислен е в състава на Петнадесета интернационална бригада. Сражава се на шест фронта до самия край на войната и пет пъти е ранен. Получава чин подпоручик. В 1939 година с последните републикански части минава във Франция. В 1947 година се установява в Народна Република Македония и умира в Скопие на 23 юни 1966 година.